# Massís d'Anaga
El massís d'Anaga és una formació muntanyosa i regió històrica del nord-est de l'illa canària de Tenerife, Espanya. És el lloc que compta amb major quantitat d'endemismes d'Europa i per això el 1994 va ser declarat com a parc rural d'Anaga i el 9 de juny de 2015 com a reserva de la biosfera per la UNESCO.